# Felipe Benjumea Llorente
Felipe Benjumea Llorente (Sevilla, 1957) es empresario y emprendedor de soluciones para la transición energética a nivel internacional. Su padre fue Javier Benjumea Puigcerver, primer marqués de Puebla de Cazalla y fundador de Abengoa. 
Desde 2018 era presidente de H2B2, empresa del sector de las energías renovables dedicada al hidrógeno. En diciembre de 2022 cesó en sus funciones como presidente de H2B2 pasando a ser asesor.
Tiene pendiente como imputado dos causas penales en la Audiencia Nacional por falseamiento contable, manipulación de cuentas y pago de comisiones en Argelia durante su gestión en Abengoa.

## Primeros años y formación
Nació en Sevilla el 14 de septiembre de 1957, fruto del matrimonio entre Javier Benjumea Puigcerver y Julia Llorente Zuazola. Es el noveno de trece hermanos. 
Su etapa escolar se desarrolla en Sevilla, donde cursa estudios primarios y secundarios en los jesuitas. Con 16 años, se traslada a estudiar a Bilbao, a la Universidad de Deusto, donde obtiene la Licenciatura en Derecho en el año 1980. Durante el servicio militar, amplió su formación con un Diploma de Dirección de Empresas por la Cámara Oficial de Comercio, Industria y Navegación de Sevilla. Se traslada luego a Estados Unidos, donde amplía sus estudios en Economía en The Economics Institute, en Colorado.

## Familia
En 1989 se casa con Blanca de Porres Guardiola en la Iglesia de Santa María la Blanca (Sevilla). En 1990 nace su primera hija, Blanca, a la que siguieron Alejandra (1991), Felipe (1993) y Carla (1995).

## Inicios profesionales
Ya entrados en la década de los 80 y tras culminar su etapa académica, inicia un periodo de prácticas profesionales en el Banco Urquijo de Madrid y después en Citibank en París.
En 1983, Felipe Benjumea se incorpora al Consejo de Administración de Abengoa, multinacional fundada por su padre, Javier Benjumea Puigcerver, en 1941, quien fue su presidente hasta 1991 y presidente honorífico hasta su muerte en el año 2001. En 1989 es nombrado Consejero Delegado.

## Presidencia de Abengoa: 1991-2015
En 1991, Felipe Benjumea alcanza el cargo de Presidente ejecutivo, que ocupará hasta el año 2015. 
Durante sus 24 años al frente de la compañía, la firma andaluza pasó del desarrollo de montajes eléctricos y de telecomunicaciones al sector de las energías renovables tras la venta de Telvent y Befesa  y a proyectarse de forma global con presencia en 60 países.

### 1991: Evolución e internacionalización
Bajo la presidencia de Felipe Benjumea Llorente, Abengoa pone en marcha de un cambio de modelo de negocio para evolucionar de una empresa de montajes e instalaciones hacia una empresa de más valor añadido a través de la tecnología, asumiendo proyectos de manera integral como responsable del diseño, construcción, operación y mantenimiento de plantas y con un enfoque basado en la internacionalización y el I+D+i.

### La década de los 90: Energía eólica, medio ambiente y salida a bolsa
A raíz del cambio de rumbo decidido en 1991, Abengoa entra en el sector de las energías renovables. Firma un acuerdo con la compañía californiana US Windpower, con la que se pone en marcha la planta de energía eólica de Tarifa, una de las tres primeras plantas inauguradas en España.

### Salida a Bolsa, compra de BEFESA y venta del negocio eólico
Tras una primera presencia en los 80, Abengoa vuelve a la bolsa española en 1996. En los años anteriores, la compañía había ampliado sus líneas de actividad con el medio ambiente, las estaciones de bombeo y centrales mini-hidráulicas que ya realizaba, la gestión y reciclaje de residuos y la desalación y depuración de aguas, razón que motiva la compra de BEFESA. Ya como empresa cotizada, Abengoa vende su negocio eólico.

### 2000-2005: Apuesta por los biocombustibles y entrada en Estados Unidos
A finales de los 90 y principios de la nueva década, Abengoa se abre al sector de los biocombustibles, tras identificarlo como oportunidad de negocio y de desarrollo tecnológico. Pone en marcha la construcción de una planta de biocombustibles en Cartagena, un proyecto denominado Ecocarburantes, para vender etanol a  Repsol y Cepsa. 
La compra en el año 2001 de la americana High Plains, que ya contaba con tres plantas de etanol en Estados Unidos, consolida la apuesta de Abengoa por los biocombustibles y supone la entrada en el mercado estadounidense.

### 2005-2015: Proyectos de energíatermosolar
La compañía crea su propia división de I+D como centro de desarrollo, generación de ideas e innovación y decide centrar su negocio en los biocombustibles y la energía termosolar. En esta época, Abengoa vende Telvent a Schneider en una operación que valoraba la filial en unos 1.360 millones de euros y vende también una parte de Befesa relacionada con la gestión y tratamiento de residuos.
En este campo, Abengoa se especializó en los años 70 en la fabricación de heliostatos que eran exportados a Israel, líderes mundiales en ese tipo de energía. A partir de esto, Abengoa pasa de ser un suministrador a construir y gestionar las plantas de manera integral, lo que se materializa en el año 2017 con las obras de PS10, que con una torre central de 114 metros de altura y un campo de 624 heliostatos, es la primera planta termosolar, en Sanlúcar la Mayor (Sevilla). Dos años después, en 2009, se inaugura una segunda planta en la misma zona, denominada PS20. 
En el año 2009, Abengoa inaugura su nueva sede del Campus Palmas Altas, en Sevilla. El edificio, diseñado por el galardonado arquitecto Richard Rogers con el Premio Pritzker, se concibió como un espacio funcional y sostenible a nivel medioambiental y energético. 
En el año 2010, el expresidente de los Estados Unidos Barack Obama anuncia durante su alocución de los sábados el encargo a Abengoa de la mayor planta termosolar del mundo, con una capacidad de generación de 280 MW de energía eléctrica. Tres años después, en 2013, finalizan las obras de La Solana. La planta, situada en Gila Bend (Arizona), a 110 km al suroeste de Phoenix, se convertiría en la mayor planta cilindroparabólica del mundo y la primera con almacenamiento de energía térmica en sal fundida. 
Un año después de la puesta en marcha de La Solana, en diciembre de 2014, Abengoa finaliza la construcción de la planta termosolar de Mojave, situada a 90 km al noroeste de Los Ángeles. 
En esta etapa, se crea AbengoaYield, que saldrá a bolsa en Estados Unidos en junio de 2014, un año después de su creación.

## 2015: Salida de Abengoa
El 23 de septiembre de 2015 fue cesado por imposición de Banco Santander, hecho que quedó demostrado en la Audiencia Nacional- tal y como consta en el Hecho Probado tercero de la Sentencia firme de 11 de enero de 2018 . Esta imposición llegó en el marco de las negociaciones con los bancos para una ampliación de capital de refuerzo de liquidez Finalmente, la empresa anunció preconcurso de acreedores en noviembre de 2015 y fue expulsada del IBEX 35 a partir del 27 de noviembre del mismo año.
Bajo la gestión de Felipe Benjumea Abengoa protagonizó el mayor preconcurso en la historia empresarial española

## Nueva etapa dedicada al hidrógeno y la movilidad eléctrica
En septiembre de 2016, Felipe Benjumea comienza a asesorar a la compañía H2B2, empresa del sector de las energías renovables dedicada al hidrógeno. En noviembre de 2018, es nombrado presidente de la compañía, cargo que desempeña en la actualidad. 
En octubre de 2019 es nombrado como director no ejecutivo de Infinity Lithium.

## Otras actividades
Felipe Benjumea ha formado parte del Consejo de Administración del Club Español de la Energía, Iberia y el Banco Santander Central Hispano. 
Recibe la Medalla al Mérito Científico del Centro de Investigaciones Energéticas, Medioambientales y Tecnológicas (CIEMAT) y de la Gran Cruz al mérito Naval